# Marion Abernathy
Marion Abernathy (geboren um 1920 in Chicago, gestorben nach 1960) war eine US-amerikanische Sängerin des Rhythm & Blues, die auch The Blues Woman genannt wurde und an der Westküste der USA aktiv war.

## Leben und Wirken
Abernathy, eine Entdeckung von Johnny Otis, gehörte zu den Musikern, die eine Schlüsselrolle beim Start von Art Rupes R&B-Label Specialty Records hatten. Ihr zunächst 1944 für das Vorgängerlabel Juke-Box aufgenommene Song „Voo It! Voo It!“ war die zweite Veröffentlichung des Labels und wurde 1945 ein regionaler Hit. Im selben Jahr nahm sie für regionale Label wie Bel-Tone und Melodisc Records auf, begleitet u. a. von Buddy Banks, Bob Mosely und Lucky Thompson. Mit Wynonie Harris, Jo Jo Adams, T-Bone Walker und Mabel Scott gehörte sie in dieser Zeit zu den Stars der afroamerikanischen Musikszene der Central Avenue in Los Angeles.
Sie nahm in den Nachkriegsjahren eine Reihe von R&B-Titeln wie „Baggin' the Boogie“, „Goin’ for the Okey-Doke“. „Ja-Hoosey Baby“, „My Man Boogie“ (mit Hot Lips Page 1947), „Undecided“ und „You Ain't Got Nothin' for Me“ (mit Paul Bascomb) auf. Bei ihren Aufnahmen für King Records 1949 wurde sie von Joe Newman, Marshall Royal, Bumps Myers, Gerry Wiggins und Chico Hamilton begleitet. Tom Lord zufolge war sie zwischen 1945 und 1949 an neun Aufnahmesessions beteiligt. Noch 1960 nahm sie für kleine Label auf.

## Diskographische Hinweise
- The Chronological Marion Abernathy: 1947–1949 (Classics, ed. 2001)